# Quirine Viersen
Quirine Viersen (1972) is een Nederlands celliste. Ze is de zus van de violiste Saskia Viersen en dochter van Yke Viersen, cellist in het Koninklijk Concertgebouworkest en celliste Lieke Viersen.

## Opleiding
Ze was leerling aan het Keizer Karel College. De eerste lessen kreeg Viersen van haar vader Yke Viersen, cellist in het Koninklijk Concertgebouworkest. Ze studeerde cello aan het Conservatorium van Amsterdam, aanvankelijk bij Jean Decroos en later bij Dmitri Ferschtman. Vervolgens studeerde ze verder bij Heinrich Schiff aan de Universität für Musik und Darstellende Kunst "Mozarteum" Salzburg in Salzburg waar ze in 1997 afstudeerde.

## Activiteiten

### Solo
Viersen was soliste bij alle belangrijke Nederlandse symfonieorkesten en bij grote internationale orkesten, waaronder het Koninklijk Concertgebouworkest met Herbert Blomstedt en Bernard Haitink, Hessischer Rundfunkorchester met Hugh Wolff, St. Petersburg Philharmonisch Orkest onder leiding van Valery Gergiev, het Tokyo Metropolitan Symphony Orchestra met Jean Fournet en de Wiener Philharmoniker met Zubin Mehta, het Israel Philharmonic Orchestra met Georges Pehlivanian, het Symfonieorkest van Vlaanderen, Limburgs Symfonieorkest, Malmö Symfonieorkest o.l.v. Lawrence Renes, Orkest van het Oosten, het Hagen Orchester, het Koninklijk Filharmonisch Orkest van Vlaanderen, Orquestra Sinfonica do Estado de Sao Paolo, la Orquesta Nacional de México en het Ulster Orchestra o.l.v. Kenneth Montgomery, het Combattimento Consort o.l.v Jan Willem de Vriend. Viersen speelde in 2006 de cellosuites van Johann Sebastian Bach tijdens voorstellingen van Het Nationale Ballet, met een nieuwe choreografie van choreograaf Krzysztof Pastor.

### Kamermuziek
Viersen was te gast op festivals als het Delft Chamber Music Festival, Klangspuren Festival in Schwaz, de Mondsee Tage en de Salzburger Festspiele. Sinds 1996 vormt ze een vast duo met pianiste Silke Avenhaus. Met haar heeft ze een aantal cd's opgenomen met werken van bekende en minder bekende componisten. Ze breidde het duo ook uit tot een pianokwartet met Benjamin Schmid en Hanna Weinmeister.

### Cd-opnamen
Viersen maakte cd's met onder andere met de pianiste Silke Avenhaus, met het Koninklijk Filharmonisch Orkest van Vlaanderen (celloconcert van Reinhold Glière) en het Combattimento Consort Amsterdam (celloconcerten Joseph Haydn). Op 23 september 2011 verscheen op het label Globe haar interpretatie van de cellosuites van J.S. Bach.

## Prijzen en onderscheidingen
Viersen won prijzen op verschillende internationale concoursen, onder andere bij het Rostropovitsj Concours 1990 in Parijs en de International Cello Competition 1991 in Helsinki. Eveneens in 1991 won ze de eerste Philip Morris Kunstprijs voor muziek. In 1994 won Viersen als eerste Nederlander een prijs op het prestigieuze Tsjaikovsky Concours. In hetzelfde jaar ontving ze de Nederlandse Muziekprijs. In 2000 won Viersen de prestigieuze Young Artist Award, uitgereikt door Credit Suisse Group. Aan de prijs zat een concert vast met de Wiener Philharmoniker onder leiding van Zubin Mehta tijdens het Luzerner Festival 2000.

## Instrument
Viersen speelt op een cello van Joseph Guarnerius Filius Andreae uit 1715 die ze in bruikleen kreeg van het Nationaal Muziekinstrumenten Fonds.